# Buslijn 76 (Rotterdam)
Buslijn 76 is een buslijn in de gemeente Rotterdam, die wordt geëxploiteerd door de RET. De lijn verbindt het Zuidplein met het ov-knooppunt Keizerswaard en was een zogenaamde "frequentbus" (later 6-4-2), wat inhield dat de lijn op maandag tot en met vrijdag in de spits ten minste elke tien minuten reed.

## Geschiedenis

### Lijn 76
Op 7 februari 1968 werd lijn 76 ingesteld ter vervanging van opgeheven lijnen en als aanvoerlijn voor de metro vanaf het Zuidplein via de Groenezoom en Lombardijen naar de net nieuwgebouwde wijk Hordijkerveld. Deze wijk werd bereikt via de toen daar nog aanwezige spoorwegovergang in de Wester Hordijk. Later werd de lijn doorgetrokken naar Dalenoord/Nieuwenoord in Reyeroord en in 1982 uiteindelijk naar Groenenhagen. In 1978 werden de lijnen 71 (die in de spitsuren een deel van het traject versterkte) en 76 samengevoegd tot één lijn 76 vanaf de garage Sluisjesdijk, later vanaf de Doklaan. Zo ontstond een route door Rotterdam-Zuid: Doklaan - Zuidplein - Lombardijen - Groenenhagen. De drukke lijn kreeg vanaf begin 1989 gelede bussen. Vanaf 1994 kwam de definitieve eindhalte te liggen bij het busstation Keizerswaard. 
Op 10 januari 2005 werd lijn 76 ingekort en rijdt nu de huidige route tussen Zuidplein en Keizerswaard, sinds eind 2014 het ov-knooppunt Keizerswaard.